# کلی هوکر
کلی هوکر (به انگلیسی: Kelly Houlker) بازیکن فوتبال زادهٔ ۲۷ آوریل ۱۸۷۲ اهل کشور انگلستان که سابقهٔ بازی در تیم ملی فوتبال انگلستان را در کارنامهٔ خود دارد. وی در تاریخ ۳ مه ۱۹۰۲ نخستین بازی ملی خود را در مقابل تیم ملی فوتبال اسکاتلند انجام داد و با حضور در ۵ بازی ملی، در تاریخ ۱۹ مارس ۱۹۰۶ واپسین بازی ملی‌اش را در برابر تیم ملی فوتبال ولز برگزار کرد.